# Happy Voice! from YOKOHAMA
『Happy Voice! from YOKOHAMA』（ハッピーボイス! フロム ヨコハマ）はアール・エフ・ラジオ日本の生ワイド番組。2020年4月3日 開始。

## 概要
ラジオ日本は『ミッキー安川のずばり勝負』『マット安川のずばり勝負』を1981年より放送して来たが、2020年4月改編をもって、39年間の『「勝負」シリーズ』の歴史に幕を下ろし、新しい金曜日の午後の生ワイド番組として開始した。
『ミッキー安川のずばり勝負』『マット安川のずばり勝負』はラジオ日本 東京支社スタジオからの生放送だったが、当番組は『加藤裕介の横浜ポップJ』と共に同局 横浜本社スタジオからの生放送である。
これにより、同局の平日 昼ワイド番組は月曜日から金曜日を通して、横浜本社 制作の番組となった。 
当番組は金曜日午後のおよそ 3時間を「一週間の疲れを癒す」事と捉えて、音楽を送るとともに「オススメ情報」を届ける。
ラジオ日本の放送エリアである東京、川崎、横浜、湘南の話題と2000年以降に発表された洋楽とJ-POPをそれぞれ取り上げると共に、パーソナリティの杜野まこが女性目線で、一週間に入って来たニュースを取り上げる。定期的に流れるジングルの一つはMALTA「Sweet Magic」のイントロ部である。
パーソナリティの杜野まこは、2024年3月29日放送分で降板。俳優・ファッションブランド ディレクター・アイドル衣装デザイナーの平松可奈子が2代目パーソナリティを同年4月5日放送分より務める。

## 放送時間
- 毎週金曜日 12:00 - 14:54

## パーソナリティ
- 杜野まこ[4]（2020年4月3日 - 2024年3月25日）
- 平松可奈子（2020年4月5日 - ）

## タイムテーブル
- 12:00　オープニング
- 12:10　メッセージ紹介、Happy Voice
- 12:15　Weekend Report
- 12:23　メッセージ紹介、Happy Voice
- 12:30　ラジオ日本ニュース、天気予報
- 12:40　Happy イチオシ情報
- 12:50　ラジオ日本ショップ ラジオショッピング
- 13:00　メッセージ紹介、Happy Voice
- 13:05　Happy Voice スポーツ情報
- 13:12　新曲デリバリー
- 13:25　ゲスト コーナー
- 13:50　メッセージ紹介、Happy Voice
- 13:54　ラジオ日本ニュース、天気予報
- 14:00　メッセージ紹介、Happy Voice
- 14:05　交通情報
- 14:08　平松可奈子の今コレ
- 14:30　交通情報
- 14:33　メッセージ紹介、Happy Voice
- 14:38　音楽特集
- 14:50　エンディング